# Охтирський комбінат хлібопродуктів
Охтирський комбінат хлібопродуктів — підприємство харчової промисловості в місті Охтирка Сумської області.

## Історія
Комбінат створений у 1967 році на базі млинового заводу № 7. Після того, як у 1974 році до складу комбінату увійшли кукурудзяний завод і заготзерно, Охтирський комбінат хлібопродуктів увійшов до числа найбільших підприємств міста Охтирка.
Після проголошення незалежності України комбінат перейшов у відання міністерства сільського господарства та продовольства України.
У березні 1995 року Верховна Рада України внесла комбінат до переліку підприємств, приватизація яких заборонена у зв'язку з їх загальнодержавним значенням.
Після створення у серпні 1996 року державної акціонерної компанії «Хліб України» комбінат став дочірнім підприємством ДАК «Хліб України».
Економічна криза, що почалася у 2008 році ускладнила становище підприємств агропромислового комплексу, у травні 2008 року хлібна база № 82 (у м. Ворожба Білопільського району Сумської області) було включено до складу КХП.
У березні 2011 року комбінат став одним із трьох підприємств системи державних резервів України, які отримали дозвіл на помел зерна з державних резервів на борошно для виготовлення соціальних сортів хліба та хлібобулочних виробів.
У березні 2015 року КХП було включено до переліку підприємств, які мають стратегічне значення для економіки та безпеки України.
У 2017 році на Охтирському комбінаті хлібопродуктів було встановлено сепаратор БСХ-100 для підвищення якості очищення зерна та новий термоприлад для визначення вологості стану зерна, що зберігається в елеваторі.

## Сучасний стан
Комбінат входить до системи підприємств Державного агентства резерву України і є одним із місць зберігання державних запасів зернових культур.
Основними функціями підприємства є зберігання та переробка зерна, виробництво борошно, крупи, макаронних виробів та комбікорма.
До складу підприємства входять млин, елеватор, комбікормовий цех, калібрувальний цех (з калібрування насіння), круп'яний цех, фасувальний цех, міні-пекарня з випікання хліба та магазин.